# Station Troldhede
Station Troldhede is een spoorwegstation in het Deense Troldhede. Het ligt aan de lijn Skanderborg - Skjern. Tot 1968 was er ook een verbinding met Kolding.